# Cistella sobre la botzina
Una cistella sobre la botzina (en anglès buzzer beater), en bàsquet, és un tir llençat a l'últim instant, just abans que acabi un període del partit, quan sona la botzina. Sovint es fa servir el terme per referir-se a cistelles que fan guanyar o empatar un partit. La cistella és vàlida sempre que el jugador deixi anar la pilota de manera que quan soni la botzina aquesta es trobi a l'aire. El terme en anglès prové de l'expressió to beat the buzzer, que significa guanyar a la botzina (és a dir, aconseguir llençar abans que soni).
Els àrbitres de competicions com l'NBA, la NCAA, la Final Four de l'Eurolliga (des de 2006) i l'ACB (des de 2011), han d'utilitzar el sistema anomenat Instant Replay (repetició instantània) per comprovar que el jugador deixa de tenir contacte amb la pilota abans que el temps arribi a zero. També en aquestes competicions es fa servir una llum vermella al voltant del tauler per senyalar millor el final del període.